# Carrascalejo

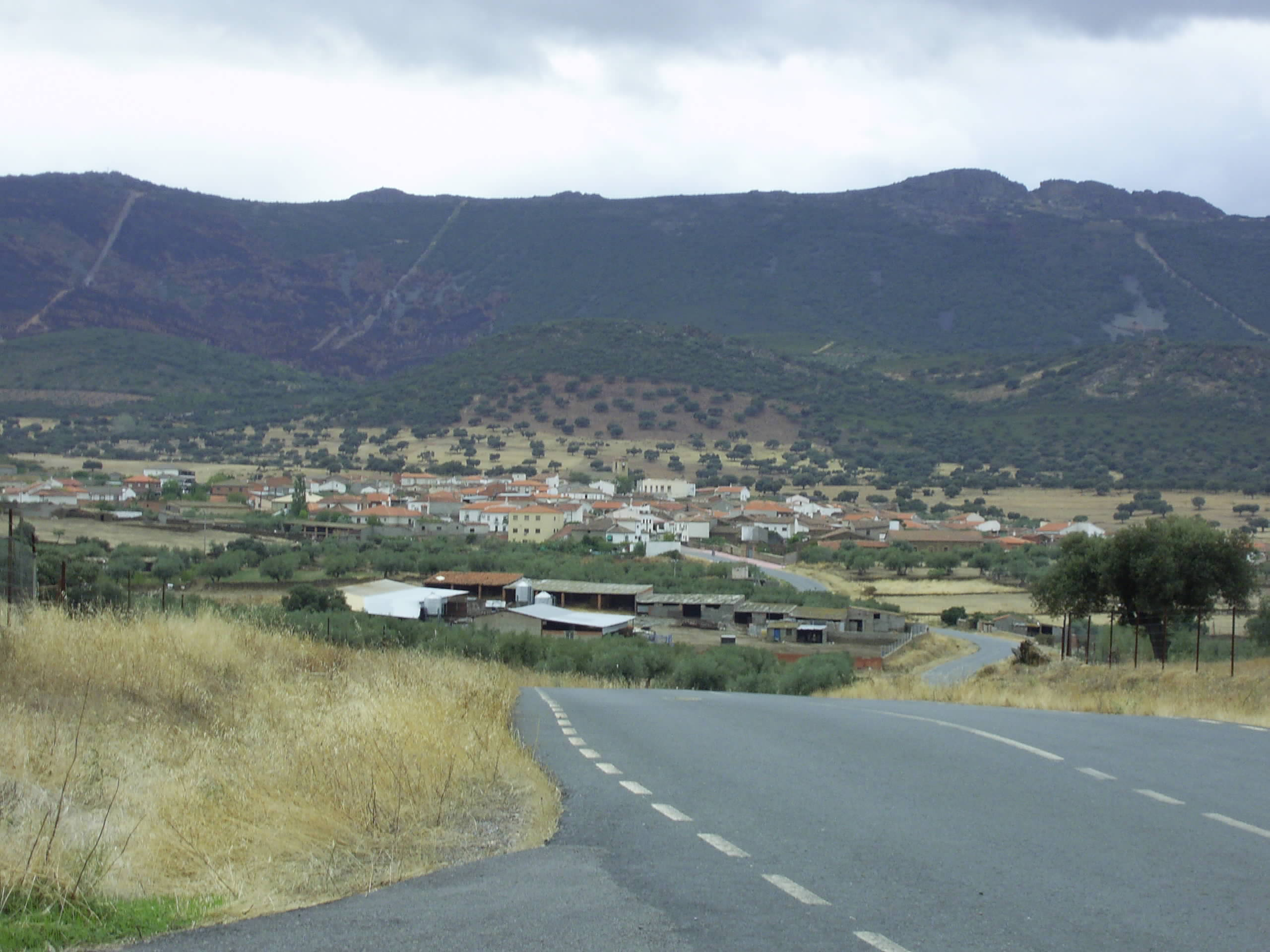
Carrascalejo, Sierra de Altamira

Carrascalejo è un comune spagnolo di 398 abitanti situato nella comunità autonoma dell'Estremadura.